# Rock and Roll: An Introduction to The Velvet Underground
Rock and Roll: An Introduction to The Velvet Underground je kompilační album skupiny The Velvet Underground. Album vyšlo v roce 2001 jako část série An Introduction to....

## Seznam skladeb
| Pořadí         | Název                        | Autor                               | Původní album                      | Délka |
| -------------- | ---------------------------- | ----------------------------------- | ---------------------------------- | ----- |
| 1.             | Temptation Inside Your Heart | Reed                                | VU                                 | 2:30  |
| 2.             | Rock and Roll (live)         | Reed                                | 1969: The Velvet Underground Live  | 6:03  |
| 3.             | Lady Godiva's Operation      | Reed                                | White Light/White Heat             | 4:54  |
| 4.             | Candy Says                   | Reed                                | The Velvet Underground             | 4:03  |
| 5.             | I'll Be Your Mirror          | Reed                                | The Velvet Underground & Nico      | 2:08  |
| 6.             | Foggy Notion                 | Reed, Morrison, Yule, Tucker, Weiss | VU                                 | 6:38  |
| 7.             | Pale Blue Eyes               | Reed                                | The Velvet Underground             | 5:41  |
| 8.             | White Light/White Heat       | Reed                                | White Light/White Heat             | 2:46  |
| 9.             | Sweet Jane (live)            | Reed                                | 1969: The Velvet Underground Live' | 3:57  |
| 10.            | Here She Comes Now           | Reed, Cale, Morrison                | White Light/White Heat             | 2:03  |
| 11.            | Some Kinda Love              | Reed                                | The Velvet Underground             | 3:38  |
| 12.            | Stephanie Says               | Reed                                | VU                                 | 2:48  |
| 13.            | There She Goes Again         | Reed                                | The Velvet Underground & Nico      | 2:37  |
| 14.            | Run Run Run                  | Reed                                | The Velvet Underground & Nico      | 4:20  |
| 15.            | What Goes On                 | Reed                                | The Velvet Underground             | 4:33  |
| 16.            | Venus in Furs                | Reed                                | The Velvet Underground & Nico      | 5:11  |
| Celková délka: | Celková délka:               | Celková délka:                      | Celková délka:                     | 63:50 |

## Obsazení

### Hudebníci
- John Cale – viola, basová kytara, doprovodný zpěv, celesta, zpěv v „Lady Godiva's Operation“
- Sterling Morrison – kytara, basová kytara, doprovodný zpěv
- Lou Reed – zpěv, kytara, piáno
- Maureen Tuckerová – perkuse
- Doug Yule – basová kytara, varhany, doprovodný zpěv, zpěv v „Candy Says“
- Nico – zpěv v „I'll Be Your Mirror“

### Technická podpora
- Andy Warhol – producent
- Tom Wilson – producent
- The Velvet Underground – producenti